# Harpurostreptus montivagus
Harpurostreptus montivagus är en mångfotingart som beskrevs av Carl 1941. Harpurostreptus montivagus ingår i släktet Harpurostreptus och familjen Harpagophoridae. Inga underarter finns listade i Catalogue of Life.